# Interleucina-4-induïda-1
La Interleucina-4-Induïda-1 (IL4I1) és un enzim L-aminoàcid oxidasa (LAAO) involucrat en la regulació del sistema immunitari. És conegut pel seu paper clau en la regulació del sistema immune, sobretot en cèl·lules de la línia mieloide i limfòcits B. L'enzim IL4I1 està implicat en la degradació d'aminoàcids essencials com la fenilalanina, generant subproductes tòxics que poden debilitar l'activitat de cèl·lules T citotòxiques i cèl·lules Th1 en el microambient tumoral.
Aquest enzim és considerat una diana terapèutica en la immunoteràpia  contra el càncer, ja que la inhibició de la seva activitat podria restaurar la capacitat del sistema immunitari d'atacar les cèl·lules tumorals PLOS.
Tot i estar en investigació, se sosté que el seu paper no és absolutament perjudicial o beneficiós, sinó que depèn del context en què actua. En condicions fisiològiques, regula el sistema immunitari i prevé danys col·laterals com reaccions al·lèrgiques o infeccions.
No obstant això, la seva sobreexpressió o manipulació en patologies com el càncer suposa conseqüències adverses per al sistema immune humà.

## Estructura
IL4I1 el componen 567 aminoàcids i té una estructura secundària que inclou un total de 2 hèlixs alfa (α) i 6 làmines beta (β). Aquesta informació es basa en l'anàlisi estructural realitzada a través de dades de cristal·lografia de raigs X i models de predicció d'estructures proteiques.
Dins d'aquesta estructura podem trobar diferents dominis importants per a realitzar les seves funcions. Conté el domini d'unió al cofactor FAD (flavina adenina dinucleòtid), que és essencial per a l'activitat enzimàtica de la proteïna. El domini catalític és on es produeix l'oxidació d'aminoàcids.
La IL4I1 té preferència pels aminoàcids L-aromàtics; la fenilalanina (Phe), la tirosina (Tyr) i el triptòfan (Trp) dels quals sintetitza àcid fenilpirúvic (PP), àcid hidroxifenilpirúvic (HPP) i àcid indol-3-pirúvic (I3P), respectivament.
En ser una proteïna secretada, la IL4I1 té el domini de secreció, el qual li permetrà ser exportada cap a la zona extracel·lular, on participarà en la regulació de la resposta immunitària.

## Localització cel·lular
IL4I1 s'expressa en cèl·lules inflamatòries de diversos teixits, especialment el gangli limfàtic, la melsa i les amígdales. A la regió subcel·lular, és localitzat principalment a l'acrosoma. Es tracta d'un enzim secretat, que es troba a l'espai extracel·lular, amb una presència destacada en la sang, relacionada amb la funció en la comunicació o regulació de processos cel·lulars.
La microscòpia confocal de cèl·lules que expressen IL4I1 fusionada amb proteïna fluorescent vermella demostra que la IL4I1 es colocalitza amb GFP, dirigit als lisosomes, i amb acriflavina, un colorant fluorescent que s'incorpora als lisosomes.
L’activitat de l’enzim IL4I1 s'ha avaluat a diferents nivells de pH, i presenta la propietat única de tenir la seva activitat més alta en un pH àcid (pH 4), per tant, és més activa en un compartiment cel·lular d'aquestes caracteístiques (lisosoma o endosoma tardà) i menys activa a pH neutre, que és el pH normal del citoplasma. IL4I1 està glicosilada amb enllaços N, cosa necessària per a la seva localització en els lisosomes.

## Síntesi

Representació tridimensional d'IL4I1

IL4I1 és una proteïna glicosilada que se secreta per les cèl·lules que les produeixen, com cèl·lules dendrítiques o macròfags. El gen IL4I1 està localitzat en el cromosoma 7 en els ratolins, en una regió associada a la susceptibilitat al lupus eritematós sistèmic (LES).
En el cas dels humans el gen es troba dins del complex leucocitari-receptor del cromosoma 19 (cromosoma 19q13.3–19q13.4). Aquesta és una regió vinculada a malalties autoimmunes, incloent-hi artritis reumatoide, esclerosi múltiple, diabetis mellitus dependent d'insulina i lupus eritematós sistèmic (LES), de manera que una alteració en el gen podria contribuir a la malaltia autoimmune.

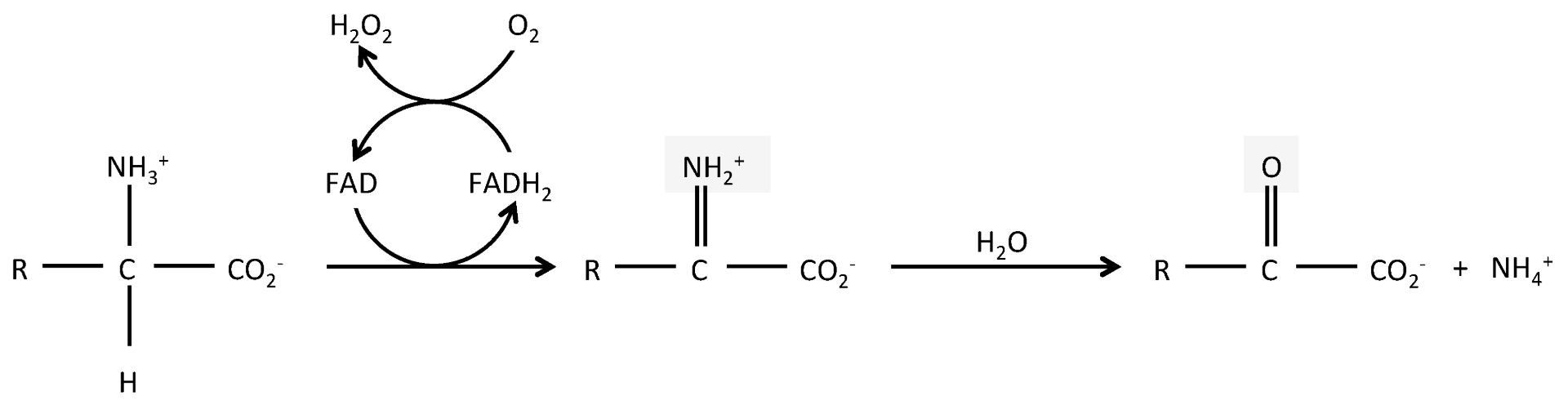
Reacció catalitzada per L-aminoàcid oxidases com IL4I1 - R = cadena lateral específica

El gen humà codifica per 5 isoformes de la IL4I1, cadascuna de les quals només difereix en la 5'-UTR (regió no traduïda) i els primers dos exons que codifiquen per un pèptid senyal. La proteïna final secretada és la mateixa en tots els casos.
En el teixit limfoide i espermatozous humans s'expressa la isoforma 1. La segona isoforma s'expressa en cèl·lules del sistema nerviós central i esperamatozous humans. Sobre les altres isoformes no hi ha informació clara.
La proteïna codificada pel gen IL4I1 té una important similitud amb els LAAOs pel que fa a la seva seqüència. Aquesta similitud amb els LAAOs és especialment notable en la proteïna inductora de l'apoptosi que es troba en peixos, i l’Apoxina I, una proteïna verinosa de serp.

## Senyalització i expressió
L’enzim IL4l1 s'expressa principalment en cèl·lules del sistema immunitari, sobretot en cèl·lules mieloides (macròfags, monòcits i cèl·lules dendrítiques). Aquestes cèl·lules produeixen IL4l1 a nivells elevats sobretot quan són estimulades per senyals inflamatoris i respostes Th1-Type (limfòcit T col·laborador tipus 1), com ara lligands de receptors tipus Toll (TLRs), interleucina-1β (IL-1β), i interferons tipus I i II. L'expressió per part de les cèl·lules mieloides és impulsada per l'activació de diverses vies de senyalització, com el complex proteic NF-κB i la proteïna STAT1 (Signal transducer and activator of transcription 1).

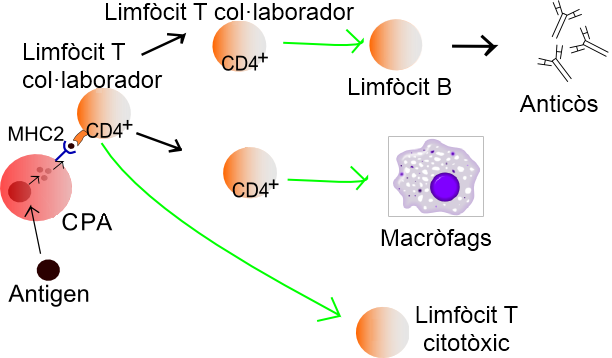
Funcionament dels limfòcits T col·labodors: les cèl·lules presentadores d'antigen (APC) presenten antigen a les seves molècules d'MHC de classe II (MHC2). Els limfòcits T col·laboradors els reconeixen mitjançant l'expressió del coreceptor CD4 (CD4+). L'activació d'un limfòcit T col·laborador en repòs fa que alliberi citocines i altres senyals estimulants (fletxes verdes) que estimulen l'activitat dels macròfags, els limfòcits T citotòxics i els limfòcits B; aquests últims produeixen anticossos.

L'expressió de IL4I1 s'observa en subconjunts específics de cèl·lules dendrítiques identificades com a cèl·lules dendrítiques migratòries. Algunes d’aquestes poblacions presenten característiques de cèl·lules dendrítiques activades vinculades amb perfils d’expressió gènica associats a la maduració, migració i immunoregulació.
Aquestes s'han anomenat “cèl·lules dendrítiques madures enriquides en molècules immunoreguladores” (mregDCs), l’activitat de les quals inclou la captura d’antígens i la migració als ganglis limfàtics per regular la resposta immunitària, particularment en contextos d’immunitat específica de teixits i tumors.
La IL4l1 també s'expressa en els limfòcits B de la sang humana, incloent-hi cèl·lules B neoplàsiques, quan aquests són estimulats per les molècules IL-4 i CD40L. Aquesta estimulació activa les vies STAT6 i NF-κB, donant lloc a la producció de IL4l1. Els senyals IL-4 i CD40 són proporcionats per les cèl·lules T cooperadores fol·liculars (TFH) a cèl·lules B madurant en els centres germinals.
Diversos tipus de limfòcits T també poden produir IL4l1. La seva expressió està regulada per diferents factors de transcripció depenent del tipus de cèl·lula T. En el cas dels limfòcits T CD4+, l'expressió de l'enzim està regulada per RORγT, que és un factor clau en el desenvolupament de cèl·lules Th17. L’expressió de IL4I1 en cèl·lules CD4+ Th17 limita la seva expansió per mitjà de l’alteració de les cadenes CD3 del complex TCR, inhibint així la via i alterant l’activació del promotor del gen IL-2; l’altre mecanisme és mitjançant l’augment de l’expressió de Tob1 en aquestes cèl·lules, impedint que el cicle cel·lular progressi.
Pel que fa als limfòcits T citotòxics CD8+ i les cèl·lules NK, aquestes no mostren una expressió rellevant de IL4l1, però sí que són cèl·lules diana afectades per l'activitat enzimàtica de la IL4I1. Aquesta proteïna inhibeix la proliferació, citotoxicitat i producció de IFN-γ dels limfòcits T CD8+, ja que altera la funció de les cadenes CD3 del complex TCR d’aquests. D’aquesta manera s'afavoreix l’evasió tumoral.

## Funció

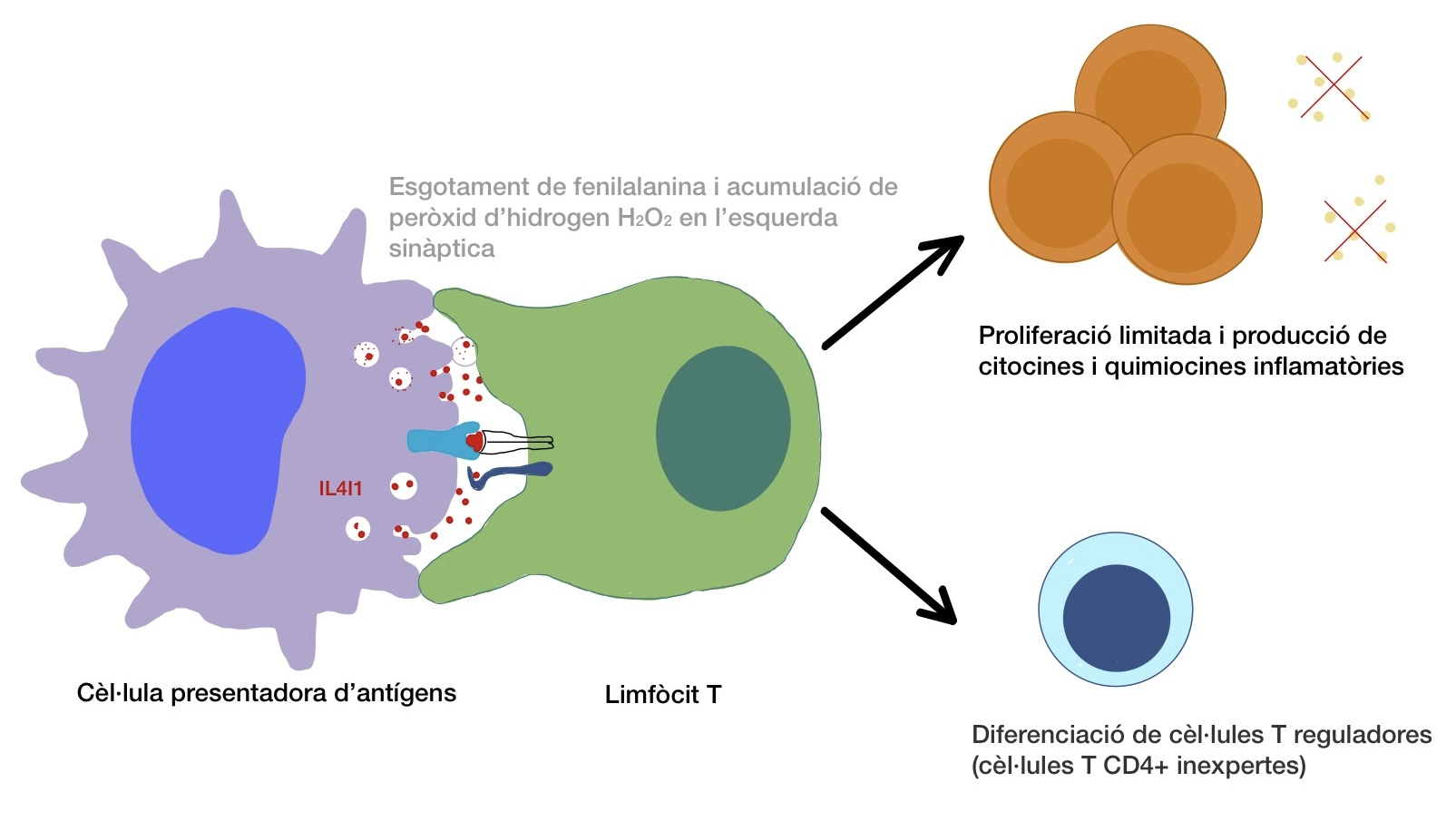
Regulació de la proliferació i diferenciació de limfòcits T per IL4I1.

IL4I1 desenvolupa un paper clau en el metabolisme d'aminoàcids essencials, com la fenilalanina, el triptòfan i l'arginina.
IL4I1 oxida aquests aminoàcids, generant catabòlits tòxics com peròxid d'hidrògen, que inhibeixen la proliferació de cèl·lules T, la qual cosa contribueix a la immunosupressió en el microambient tumoral. Provoca la síntesi de cèl·lules CD4+ ingènues i limita la proliferació de citocines i quimiocines inflamatòries.

### Metabolisme

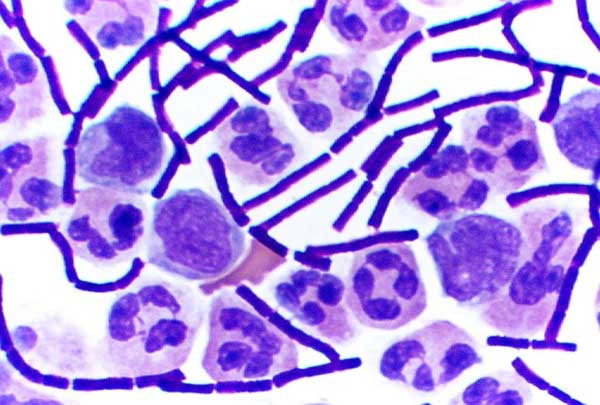
Bacillus anthracis grampositiu (bastons liles) en una mostra de líquid cefalorraquidi. Les altres cèl·lules són leucòcits.

La funció principal de l'enzim IL4I1 en el metabolisme és l'oxidació d'aminoàcids, ajudat pel cofactor FAD, obtenint com a subproducte l'H2O2 (peròxid d'hidrogen) i NH3 (amoníac). Els aminoàcids oxidats són la fenilalanina, pel qual té la major afinitat a nivell de substrat, que produirà un α-cetoácid (fenilpiruvat); la tirosina, de la qual s'obté 4-hidrofenilpiruvat (4HPP), el qual actuarà en la regulació del sistema nerviós; i el triptòfan, a partir del qual s'obté indol-3-piruvat (I3P) secretat a l'espai extracel·lular.
La degradació del triptòfan dóna lloc a metabòlits de l'indol (àcid indol-3-acètic (IAA), indol-3-aldehid (I3A) i àcid quinurènic) que fan de lligand en l'activació de AHR (receptor aril-hidrocarbur), un factor de transcripció que millora la progressió tumoral en promoure la motilitat de les cèl·lules canceroses i suprimir la immunitat adaptativa.

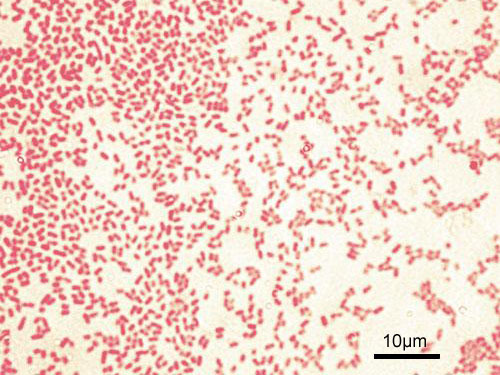
Pseudomonas aeruginosa gramnegatiu (bastons vermells-rosats).

IL4I1 també actua com a regulador de la polarització dels macròfags M2, que té propietats antiinflamatòries, les quals poden suprimir l'activació de les cèl·lules T. Funcionant de manera semblant a la IDO (enzim que també metabolitza el triptòfan), la IL4I1 pot crear un microambient amb concentracions altes el ROS i baixes de triptòfan, que generaran condicions desfavorables per a l'activació de les cèl·lules T.
A més, la IL4I1 pot generar activitat antibacteriana contra bacteris Gram-positives i Gram-negatives, efecte que està relacionat amb la producció de peròxid d'hidrogen (H202), que té efectes immunoreguladors, amoníac (NH3) i altres metabòlits.

### Interaccions
L’IL4l1 és capaç de reduir la capacitat de proliferació dels limfòcits T. Aquest procés es dona a causa de la disminució de la cadena CD3ζ, que intervé en la senyalització dels receptors TCR (receptor de limfòcits T). Això suposa una reducció en la producció de IL-2, entre altres citocines inflamatòries.
La IL4l1 participa en la diferenciació dels limfòcits T CD4+. Modulant la via mTORC1, es limiten les respostes immunes excessives. En relació amb els tumors, IL4I1 eleva el llindar d'activació dels limfòcits T, dificultant la seva proliferació i permetent que les cèl·lules tumorals evadeixin més fàcilment l'atac immunitari.
Pel que fa als limfòcits B, la IL4l1 és la responsable de disminuir la senyalització del BCR (receptor de limfòcits B), restringint així la seva proliferació. Pot actuar com a punt de control immunològic, mantenint l'equilibri entre respostes immunes i autoimmunes.

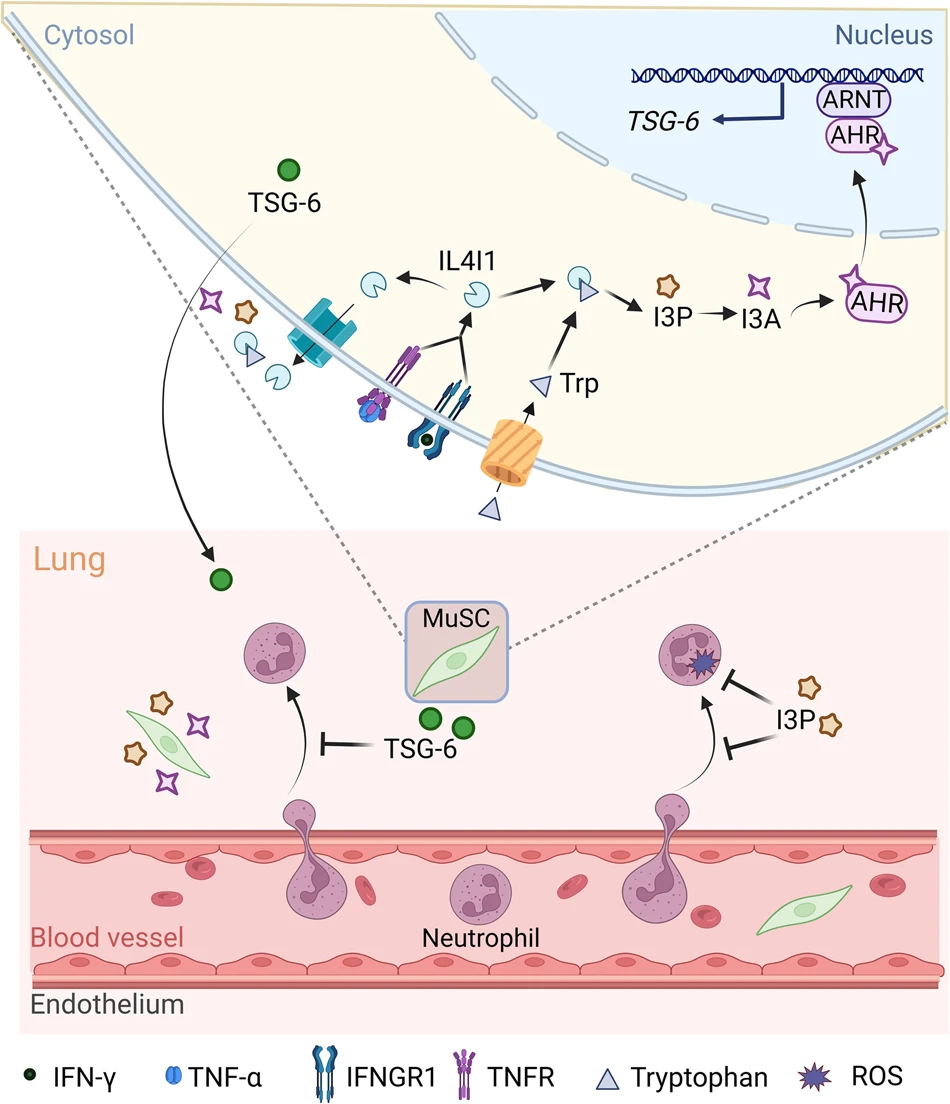
Esquema on s'explica el mecanisme antiinflamatori d'IL4I1 en un LPS induced-ALI (Lesió pulmonar aguda induïda per LPS/Lipoproteïnes). Pertany a un estudi sobre el possible ús terapèutic d'IL4I1 en la inflamació.

#### Inflamació crònica
Així com la IL4I1 afavoreix la polarització dels macròfags de tipus 2 (M2), també la redueix en macròfags tipus 1 (M1), els quals s'encarreguen de metabolitzar citocines proinflamatòries, com la interleucina-6 (IL6) i factor de necrosi tumoral alfa (TFN).
Aquestes citocines proinflamatòries actuen en les primeres etapes de la inflamació, en defensa contra les infeccions o lesions, però també una producció excessiva (hiperinflamació) o crònica d'aquestes pot contribuir a malalties inflamatòries cròniques, caracteritzades per la destrucció de teixits.
A partir d'aquesta inflamació, o també irritació, pot ocasionar, entre d'altres, fibrosi pulmonar, on els teixit dels alvèols és substituït per teixit fibròtic (ric en col·lagen). Això fa que el teixit pulmonar es torni més gruixut, causant la disminució irreversible d'intercanvi de gasos, i per tant, la capacitat d'oxigenació, i l'augment de la pressió als pulmons.
També pot generar altres malalties invalidants com l'artritis reumatoide, l'ateroesclerosi i el càncer i intervenir en malalties neurodegeneratives com la malaltia d'Alzheimer.

#### Sistema nerviós central
La IL4l1 té també relació amb el sistema nerviós, les neurones i la microglia. Per una banda, aquest enzim ajuda a la regulació de la inflamació mitjançant l'alteració del microambient cerebral. Per una altra banda, la seva funció degradadora de triptòfan genera metabòlits que són neuromoduladors i neurotòxics, influint en l'excitabilitat neuronal i l'equilibri entre neuroprotecció i neurodegeneració.
Els metabòlits que produeixen aquest enzim interactuen ocasionalment amb els receptors NMDA de les neurones, perjudicant la plasticitat sinàptica i la memòria.

IL4l1 també pot influir en el fenotip de la microglia. Amb els mateixos metabòlits que produeix altera el metabolisme del triptòfan (via de les indolamines), afavorint un estat immunomodulador o que ajuda a controlar la inflamació excessiva en el sistema nerviós central.

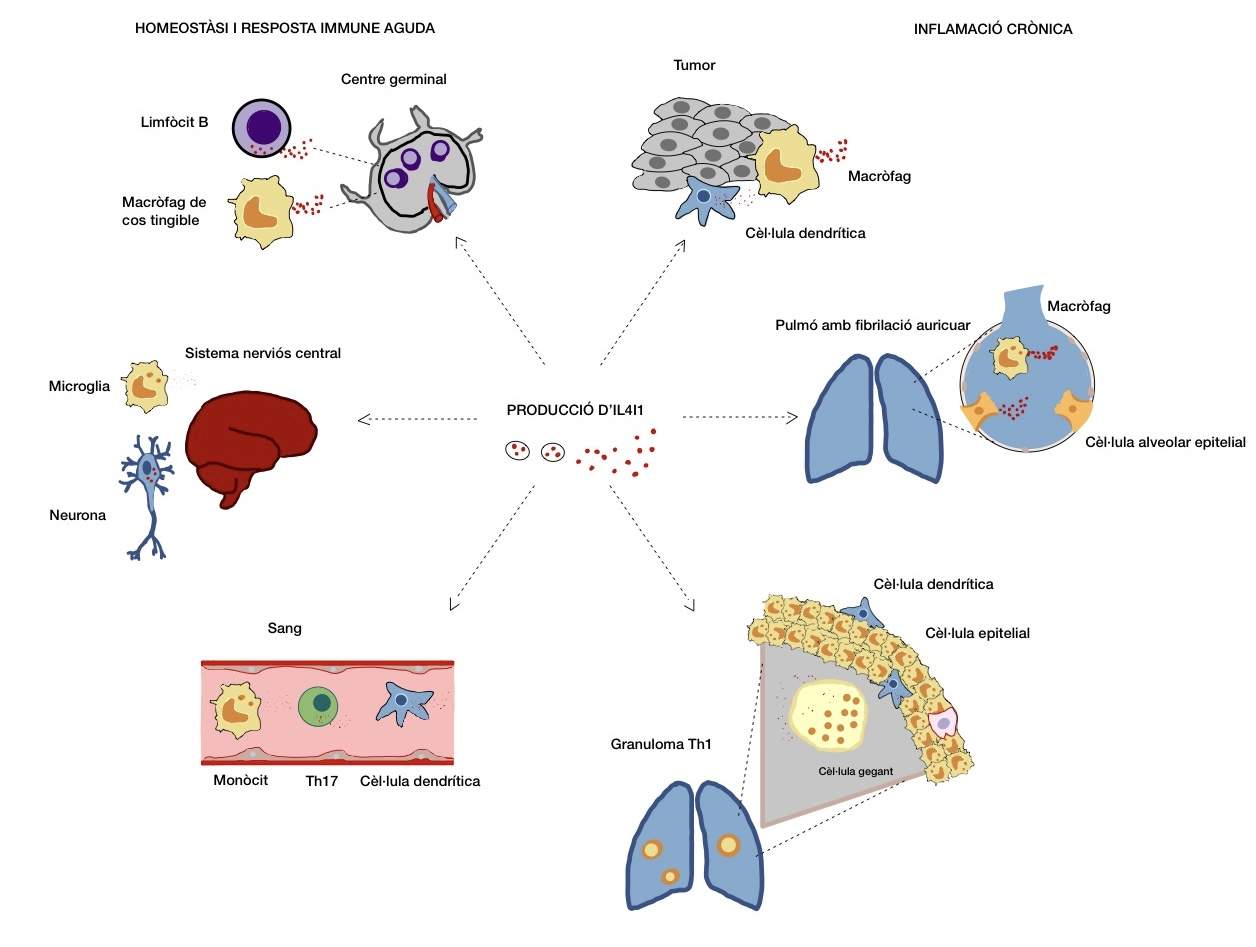
Resum interaccions d'IL4I1 en l'organisme

#### Homeostàsi immunitària i resposta immune aguda
En relació als macròfags associats a cossos tingibles (present en centres germinals), IL4I1 ajuda a processar cèl·lules apoptòtiques i a mantenir l'equilibri entre resposta immune i la tolerància.
En situacions d'inflamació o infecció, IL4I1 és induït per citocines com IFN-γ, promovent una resposta immunosupressora que limita l'activitat de limfòcits T citotòxics i de Th17.
Aquesta interacció pot ser útil per evitar inflamació descontrolada, però també pot ser fet servir en contextos patològics com tumors per escapar de la vigilància immune.

#### Granuloma

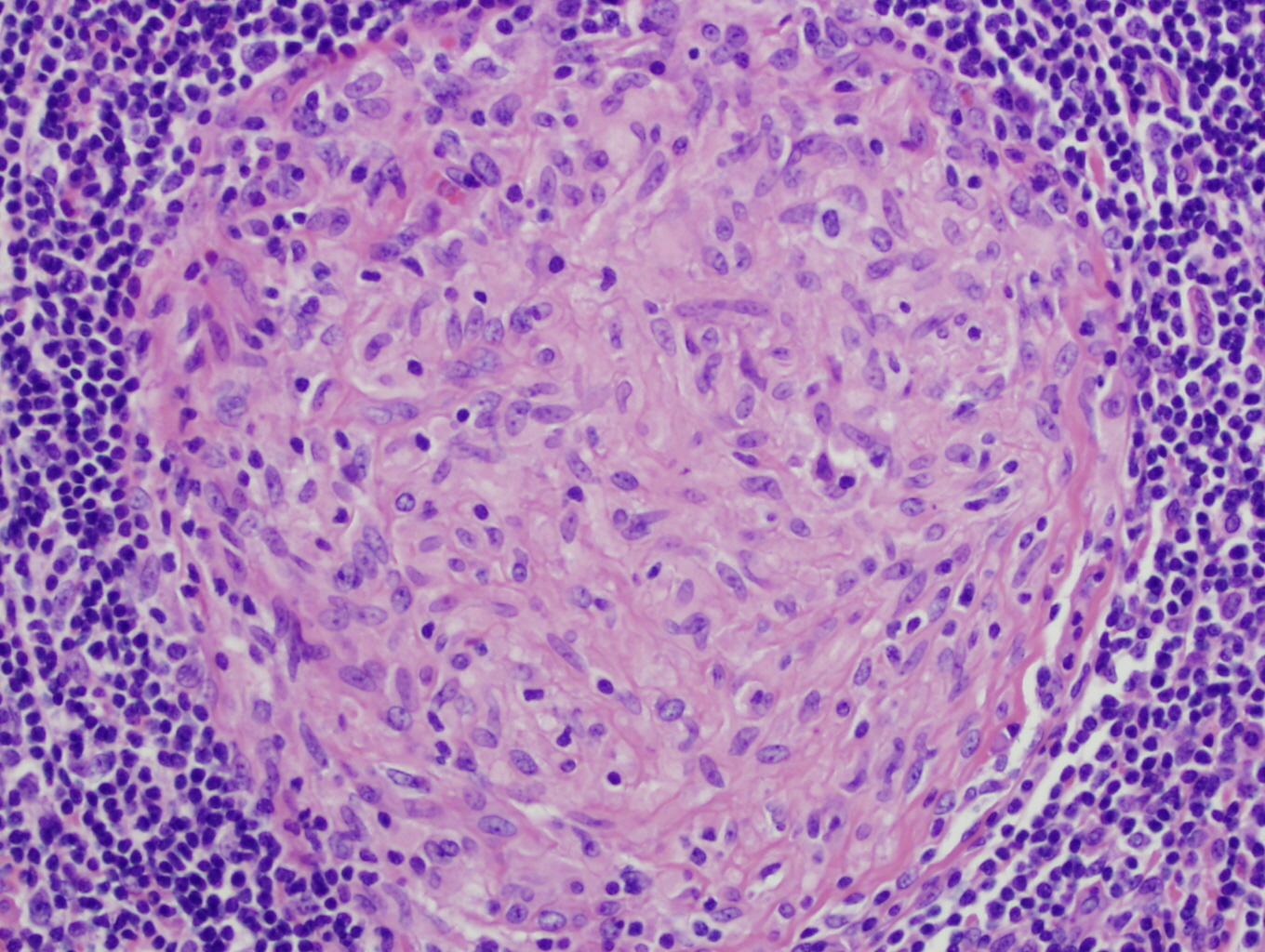
Vista al microscopi d'un granuloma (sense necrosi).

Les cèl·lules Th1 són fonamentals en la formació de granuloma i en la conducció de respostes inflamatòries mediades pels macròfags. En comparació amb el paper immunoregulador de IL4I1 en les cèl·lules Th17, limitant la inflamació excessiva, les cèl·lules Th1 tenen una naturalesa inflamatòria menys regulada.
Les cèl·lules Th17 estan implicades en trastorns inflamatoris crònics, com l'artritis idiopàtica crònica. Tot i això, aquestes cèl·lules rarament es troben en els llocs inflamatoris en aquestes patologies.
En contrast amb les cèl·lules Th1, les Th17 tenen una capacitat reduïda per proliferar i produir IL-2 quan s'activen per mitjà del seu TCR, suggerint un mecanisme que suprimeix l’activitat de les Th17.
La capacitat de les cèl·lules Th17 per incrementar i generar IL-2 és restaurada quan IL4I1 és eliminada,  de manera que la funció supressora d'aquest enzim podria protegir contra la inflamació excessiva en trastorns crònics.

## Relació amb el càncer
IL4I1 és un marcador pronòstic en el glioblastoma multiforme, el carcinoma de cèl·lules transparents renals de ronyó, el carcinoma de cèl·lules papil·lars renals de ronyó, el carcinoma hepatocel·lular del fetge.
IL4I1 metabolitza l'aminoàcid L-triptòfan i altres aminoàcids produint metabòlits com l'àcid quinurènic i indols, que estimulen el receptor d'hidrocarburs aromàtics (AHR), un factor de transcripció amb efecte immunosupressor en el microambient tumoral. A causa d'això disminueix la funcionalitat i eficàcia de les cèl·lules T CD8+ en el tumor, el que limita la capacitat del sistema immunitari per combatre les cèl·lules canceroses i afavorir, per tant, la progressió del melanoma.
Els tractaments amb inhibidors de punts de control immunològic (com l’anti-PD1) provoquen paradoxalment un augment en l'expressió de IL4I1, la qual cosa genera un efecte de resistència, ja que IL4I1, en suprimir l'activitat de les cèl·lules contraresta els beneficis esperats de la immunoteràpia.

### Presència en tumors

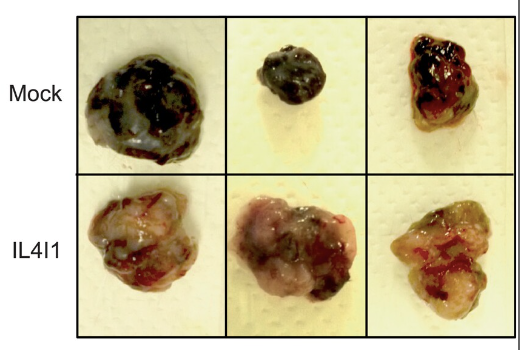
Comparació de melanoma de ratolí sense la presència d'IL4I1 amb melanoma de ratolí que presenta IL4I1.

S'ha pogut estudiar la presència d'IL4I1 en melanomes de ratolins, on s'ha arribat a la hipòtesi que l'expressió d'IL4I1 sembla tenir un efecte potencialment perjudicial en el context del càncer, ja que indueix la desdiferenciació de les cèl·lules tumorals. Això significa que les cèl·lules perden els trets diferenciats, com la pigmentació en el cas dels melanomes, i adquireixen característiques més primitives o indiferenciades, similars a les cèl·lules mare.
S'ha observat que els pacients amb alts nivells d'IL4I1 en els seus tumors tenen una resposta reduïda a la immunoteràpia a causa de la capacitat d'aquesta proteïna de protegir el tumor de la infiltració de cèl·lules T actives.
En els models de cultiu cel·lular i experiments en ratolins amb nivells baixos de IL4I1, es va observar un augment en la presència de les cèl·lules T CD8+ i una disminució en el creixement tumoral.
Diverses investigacions han revelat que l'estimulació d'AHR pels metabòlits derivats d’IL4I1 no només inhibeix les cèl·lules T sinó que també fomenta la formació de cèl·lules reguladores immunosupressores al voltant del tumor contribuint a una resposta antiinflamatòria que beneficia el melanoma.
Els tumors indiferenciats poden desenvolupar una major resistència als tractaments convencionals, com la quimioteràpia i la radioteràpia. Aquestes cèl·lules indiferenciades tenen una major capacitat per moure's i envair altres teixits, facilitant la formació de metàstasis; també augmenta la seva capacitat d’invasió a la vegada que poden tenir una capacitat incrementada per regenerar el tumor i formar noves cèl·lules canceroses.

## Investigació actual i potencial terapéutic

### Diana terapèutica contra el càncer
Equips de recerca dirigits pel Centre Alemany de Recerca del càncer (DFKZ) i l'Institut de Salut de Berlín (BIH), han observat els mecanismes moleculars que fan servir els tumors per evitar la seva destrucció, de la qual s'encarrega el sistema immune del nostre cos.

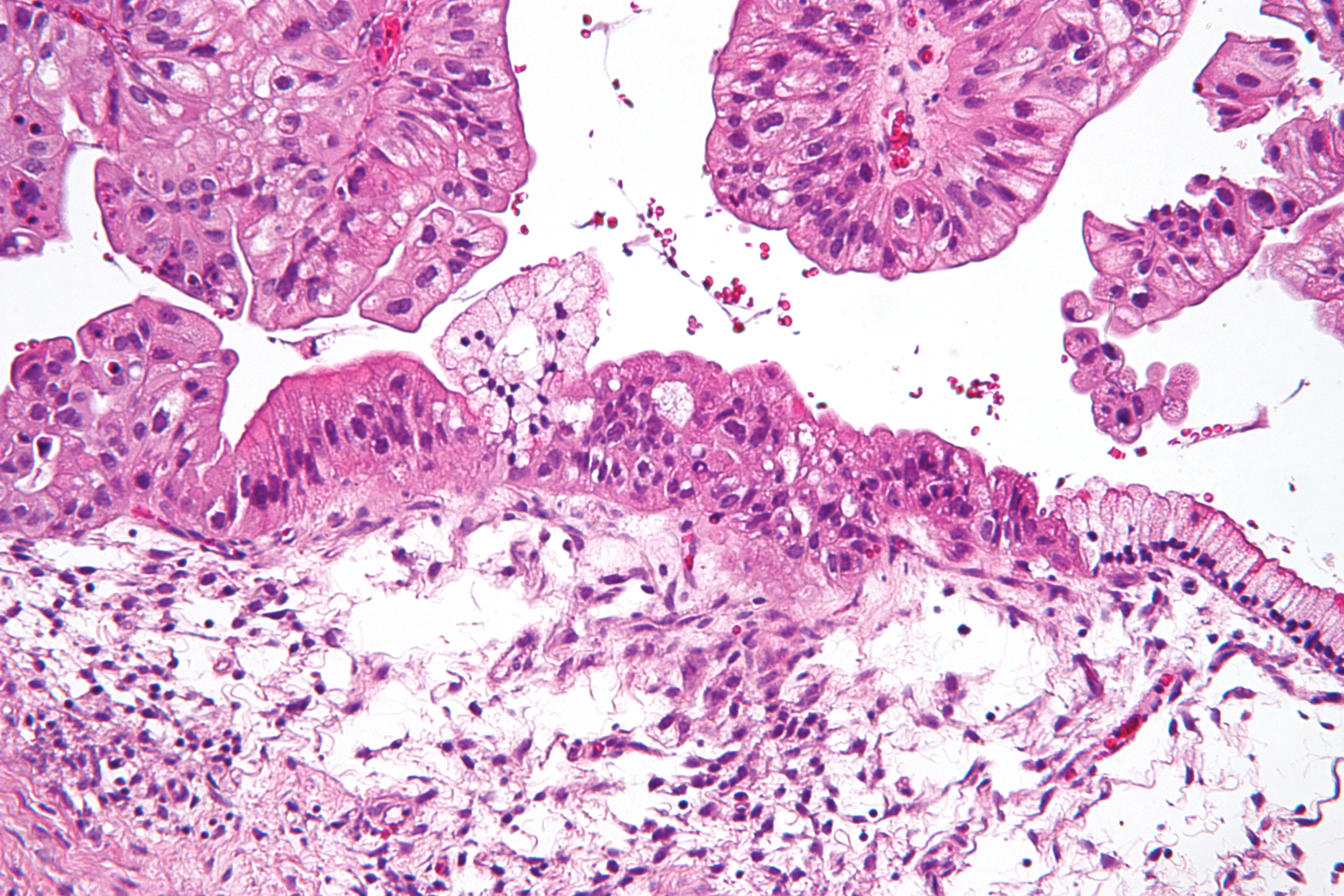
Tumors als ovaris

El DFKZ determina que l'enzim IL4I1 és un enzim de gran importància, perquè els metabòlits formats per aquesta s'uneixen al AHR activant-lo i deixant així suprimida l'acció de les cèl·lules del sistema immune. D'aquesta manera la IL4l1 danya les defenses del nostre cos contra els tumors, afavorint l'expansió d'aquests.

#### Gliomes

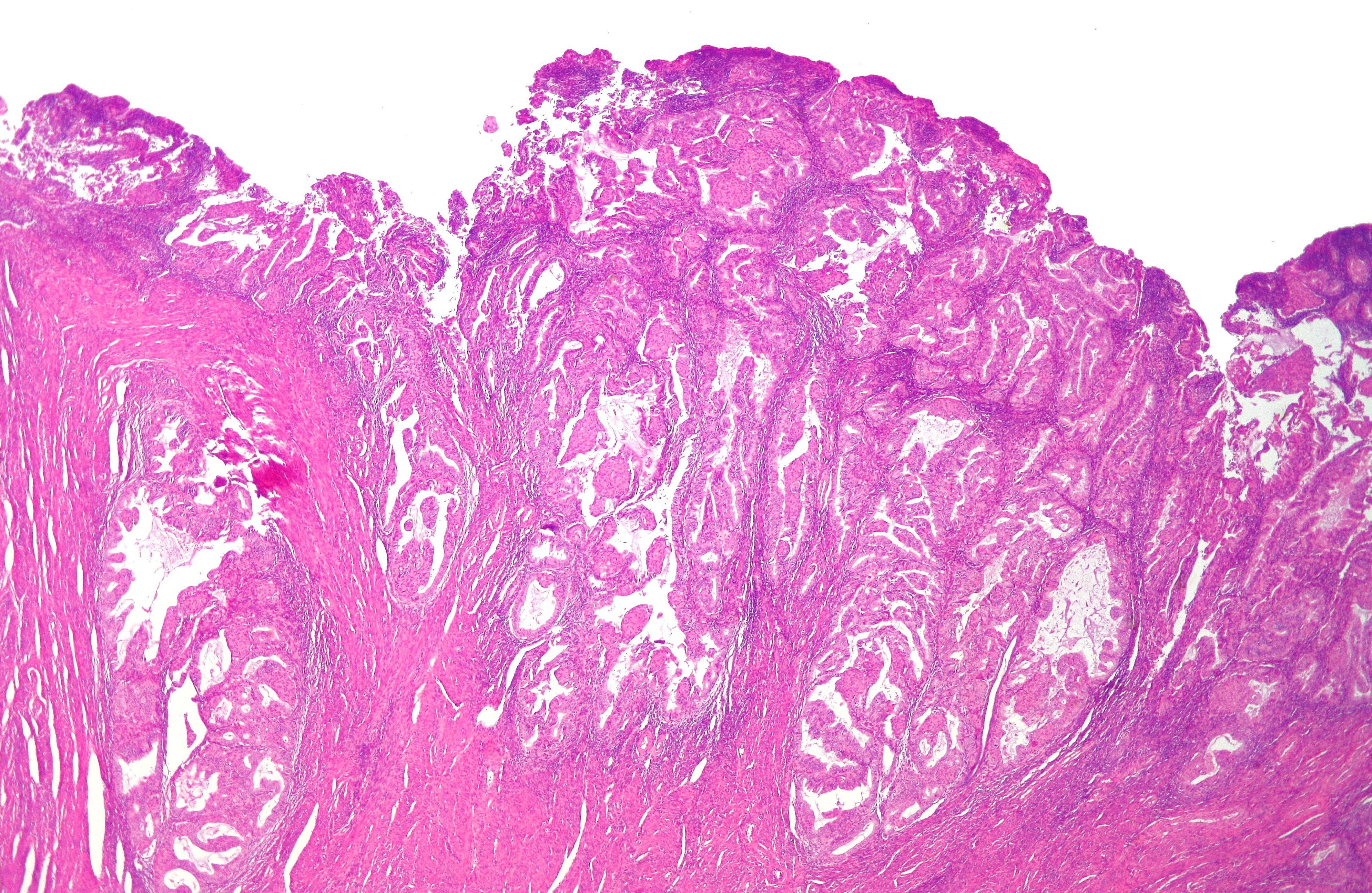
Adenocarcinoma endometrial

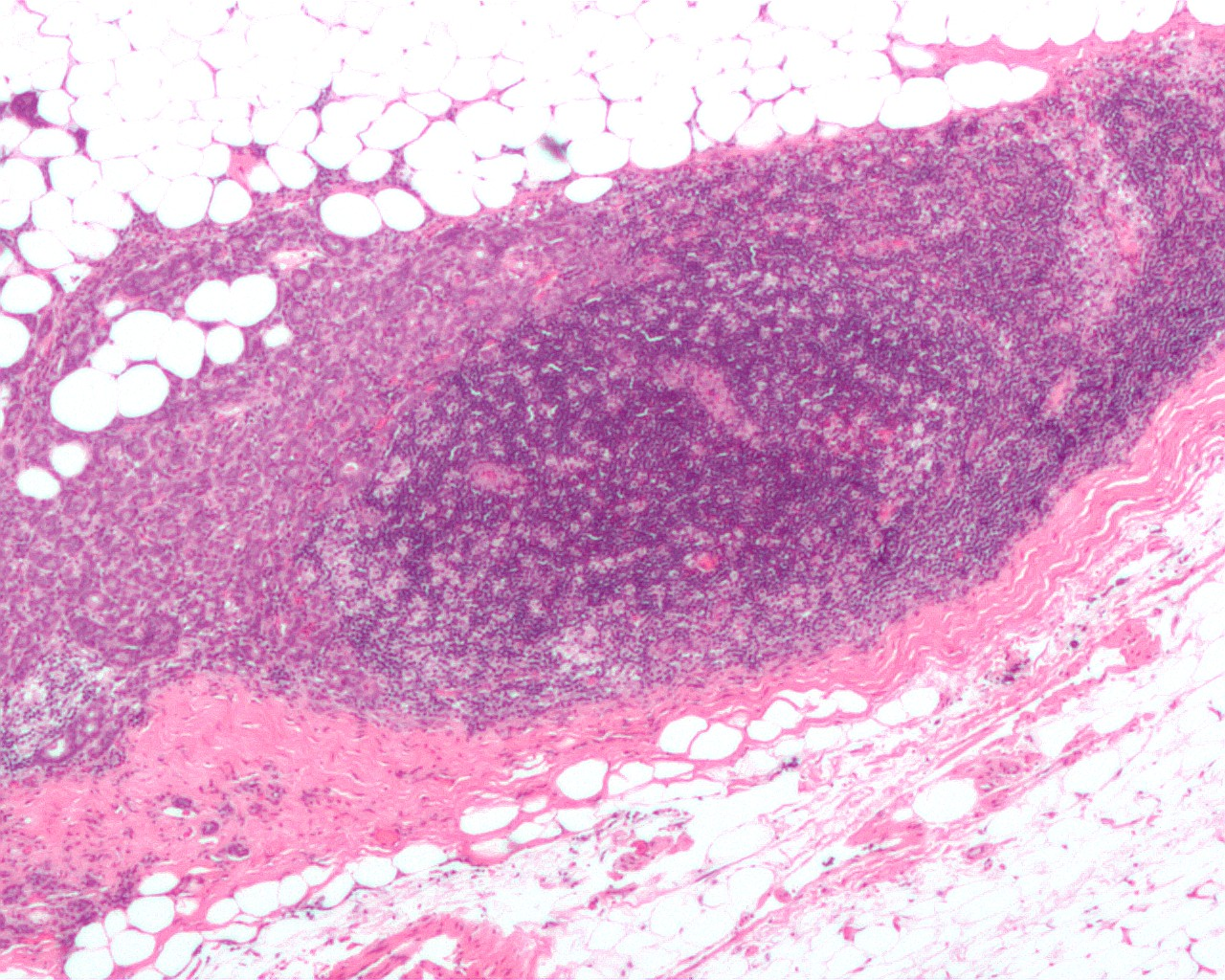
Micrografia mostrant càncer de mama (rosa fosc) infiltrat i al voltant d'un nòdul limfàtic.

S'ha descobert que en determinats pacients que pateixen gliomes, la probabilitat de supervivència és molt baixa quan l'enzim IL4I1 es troba en altes concentracions dins d'aquests tumors. No sols s'ha vist que promou el càncer en humans, sinó que també s'ha experimentat en ratolins amb un tipus de leucèmia (CLL), els quals progressen destacablement millor quan no presenten aquest enzim en el seu organisme.

#### Carcinomes
S'ha vist que, pel que fa als tumors sòlids, el carcinoma endometrial és el tumor amb major quantitat de ARNm encarregat d'expressar l'enzim IL4l1. Seguit de càncers com el d'ovari o el de mama. Aquest enzim és l'encarregat, entre molts altres factors, de produir àcid fenilpirúvic, i en diferents recerques s'han detectat elevades quantitats d'aquest àcid en mostres de teixits tumorals d'endometri i d'ovari en comparació amb mostres dels teixits sans adjacents, la qual cosa suggereix que, a major concentració de IL4l1, major és l'acumulació de l'àcid en els teixits tumorals.
Tots aquests estudis apunten al fet que la inhibició de IL4I1 com a objectiu biològic potencialment útil per al tractament de càncers és possible, on IL4I1 és més expressada i activa. Dins d'aquests entraria el carcinoma endometrial, el càncer d'ovari i el càncer de mama, mencionats anteriorment.
Existeix una necessitat d'inhibidors específics de IL4I1. Però actualment no n'existeixen. Encara que s'han trobat algunes molècules procedents del verí de les serps que inhibeixen LAAOs, aquestes no són molt efectives contra la IL4l1, ja que són bastant inespecífiques.

### Ús per combatre l'inflamació de les cèl·lules músculars
S'ha vist que IL4I1 ajuda a reduir la inflamació al sistema nerviós central. Actualment s'està estudiant com les cèl·lules mare musculars primes (HMSCs) responen a citocines inflamatòries i com aquest procés es pot modificar a través de la metabolització del triptòfan mitjançant IL4I1.
IL4I1 catalitza la conversió del triptòfan en metabòlits específics, com l'àcid quínic, que té un efecte antiinflamatori. Quan les HMSCs són tractades amb aquestes citocines, augmenten la seva producció d'IL4I1, tornant a afavorir la generació d'aquests metabòlits antiinflamatoris, els quals redueixen l'activitat proinflamatòria i milloren la capacitat de les HMSCs per reparar els músculs.